# 7. volilna enota (Slovenija)
7. volilna enota je volilna enota v Sloveniji, ki obsega območja občin: Maribor, Ruše, Slovenska Bistrica, Slovenske Konjice, Šmarje pri Jelšah; sedež enote je v Mariboru.
Enota je razdeljena na 11 volilnih okrajev:
- 1.  volilni okraj: občina Šmarje pri Jelšah, ki obsega območje krajevnih skupnosti: Bistrica ob Sotli, Osredek, Podsreda, Polje ob Sotli, Kozje, Buče, Lesično, Zagorje, Virštanj, Podčetrtek, Pristava pri Mestinju, Tinsko, Vinski Vrh pri Slivnici, Zibika, Šentvid pri Grobelnem, Šmarje pri Jelšah, Kristan Vrh, Mestinje, Sladka Gora, Velika Kostrivnica, Rogaška Slatina, Stojno selo, Rogatec, Donačka Gora, Dobovec pri Rogatcu (sedež: Šmarje pri Jelšah);
- 2.  volilni okraj: občina Slovenska Bistrica, ki obsega območje krajevnih skupnosti: Makole, Studenice, Črešnjevec, Leskovec- Stari Log, Pragersko, Poljčane, Laporje, Oplotnica, Kebelj, Preloge, Šmartno na Pohorju, Tinje, Zgornja Ložnica, Zgornja Polskava, Impol, Alfonz Šarh, Pohorski odred, dr. Jagodiča, Spodnja Polskava (sedež: Slovenska Bistrica);
- 3.  volilni okraj: občina Slovenske Konjice, ki obsega območje krajevnih skupnosti: Zbelovo, Loče pri Poljčanah, Jernej pri Ločah, Žiče, Bezina, Brdo-Vešenik, Draža vas, Gabrovlje, Gorenje pri Zrečah, Grušovje, Konjiška vas, Polene, Resnik, Skomarje, Slovenske Konjice, Sojek-Kamna Gora, Stranice, Špitalič pri Slovenskih Konjicah, Tepanje, Vitanje, Zeče, Zreče (sedež: Slovenske Konjice);
- 4.  volilni okraj: občina Ruše, ki obsega območje krajevnih skupnosti: Bistrica ob Dravi, Lovrenc na Pohorju, Ruše, Selnica ob Dravi, Smolnik-Fala (sedež: Ruše);
- 5.  volilni okraj: del občine Maribor, ki obsega območje krajevnih skupnosti: Reka-Pohorje, Fram, Rače, Bresternica-Gaj, Limbuš, Pekre, Kamnica, Prežihov Voranc (sedež: Maribor);
- 6.  volilni okraj: del občine Maribor, ki obsega območje krajevnih skupnosti: Marjeta-Trnice, Dravski Dvor, Loka-Rošnja, Slivnica, Orehova-Hotinja vas, Dobrovce, Skoke, Hoče, Rogoza, Miklavž, Silvira Tomasini, Zlatoličje, Starše, Prepolje, Brunšvik (sedež: Maribor);
- 7.  volilni okraj: del občine Maribor, ki obsega območje krajevnih skupnosti: Jože Lacko, Zgornji Duplek, Malečnik, Ruperče, Tone Čufar, Pernica, Korena, Vurberk, Dvorjane, Spodnji Duplek, Melje, Počehova (sedež: Maribor);
- 8.  volilni okraj: del občine Maribor, ki obsega območje krajevnih skupnosti: Za tremi ribniki, Ob parku, Krčevina, Anton Aškerc, Heroja Toneta Tomšiča, Borisa Kidriča, Ivan Cankar, Košaki, Rotovž, Talci, Koroška vrata (sedež: Maribor);
- 9.  volilni okraj: del občine Maribor, ki obsega območje krajevnih skupnosti: Franc Zalaznik Leon, Pohorski bataljon, Heroja Šercerja, Juga Polak, Moša Pijade, Miloš Zidanšek, Greenwich, Avgust Majerič, Draga Kobala, Maks Durjava (sedež: Maribor);
- 10.  volilni okraj: del občine Maribor, ki obsega območje krajevnih skupnosti: Radvanje, Ivan Zagernik Joco, Dušan Kveder Tomaž, Slavko Šlander, Razvanje (sedež: Maribor);
- 11.  volilni okraj: del občine Maribor, ki obsega območje krajevnih skupnosti: Proletarskih brigad, Franc Rozman Stane, Angel Besednjak, Jožica Flander, Heroja Vojka, Slava Klavora, Martin Konšak (sedež: Maribor);